# İmanlı
İmanlı är en ort i Azerbajdzjan.   Den ligger i distriktet Masallı Rayonu, i den sydöstra delen av landet, 180 km sydväst om huvudstaden Baku. Antalet invånare är 156.
Terrängen runt İmanlı är platt. Närmaste större samhälle är Arkewan, 6,3 km söder om İmanlı.
Trakten runt İmanlı består till största delen av jordbruksmark. Runt İmanlı är det ganska tätbefolkat, med 230 invånare per kvadratkilometer.